# Expressionnisme figuratif new-yorkais
Le mouvement expressionniste figuratif new-yorkais (en anglais : New York Figurative Expressionism) est un style artistique pictural développé dans les années 1950 qui voit plusieurs artistes new-yorkais contrer l'abstraction en se tournant résolution vers le figuratif.

## Les différents styles de l'expressionnisme figuratif
- La figuration peut faire référence à l'armature ou le cadre sur lequel l'œuvre expressionniste est tendue.

Willem de Kooning, (1904 - 1997) ; Jackson Pollock, (1912 - 1956) ; Conrad Marca-Relli, (1913 - 2000)
- La figuration peut être influencée par les classiques et l'histoire de l'art, en particulier de la peinture.

Larry Rivers, (1923 - 2002) ; Grace Hartigan (1922 - )
- Portraits figuratifs :

Elaine de Kooning, (1918 - 1989) ; Balcomb Greene (en), (1904 - 1990) ; Robert de Niro, (1920 - 1993) ; Fairfield Porter, (1907 - 1975) ; Gregorio Prestopino (en), (1907-1984) ; Lester Johnson, (1919 - 2010) ; George McNeil, (1909 - 1995) ; and Robert Goodnough, (1917 - ) ; Irving Kriesberg (en) (1919-2009)
- La peinture allégorique et mythique apporte les éléments stylistiques de l'expressionnisme allemand à l'échelle de l'expressionnisme abstrait[2] :

Jan Müller (en), (1922 - 1958) ; Robert Beauchamp, (1923 - 1995) ; Nicholas Marsicano, (1908 – 1991) et Bob Thompson, (1937 - 1966).
Selon Klaus Kertess, à partir des années 1950, « la figuration par son rôle de précurseur d'un nouveau conservatisme devient la cible de ceux qui défendent l'abstraction. Cette défense tente par ailleurs de minimiser les différences entre les artistes figuratifs, mais aussi d'exagérer celles qui existent entre art figuratif et non-figuratif. Ce ne sera qu'à partir des années 1960 et 1970 que ce mouvement figuratif aura droit de cité. »

## Aspects de la Figuration à New York, 1950-1964
Selon Judith E. Stein, pendant les années de la guerre et après, dans les années 1950, le public est peu réceptif, voire hostile, envers le mouvement des artistes abstraits, qu'il considère par de nombreux points anti-américain. Pourtant, si le critique d'art Clement Greenberg réussit à combattre l'image négative que le public a des propositions abstraites, il échouera à faire de même avec les œuvres des peintres de la figuration new-yorkaise. Thomas B. Hess rapporte une conversation qui montre la perception du pouvoir de la critique à cette époque: “Il est donc impossible aujourd'hui de peindre un visage, énonça Clement Greenberg vers 1950. “C'est tout à fait vrai,” répondit de Kooning, “Et pourtant il le faut”. L'hiver 1953, un nouveau journal voit le jour, Reality. Le comité éditorial comprend:
- Isabel Bishop
- Edward Hopper
- Jack Levine
- Raphael Soyer
- Henry Varnum Poor

Les intentions du journal sont de « se lancer dans la défense qu'a tout peintre à peindre comme il veut ».
À l'automne 1959, Philip Pavia, le rédacteur en chef de It is, un magazine d'art abstrait, publie une lettre ouverte à Leslie Katz, le nouvel éditeur Arts Magazine: “Je vous prie de donner une plus grande et meilleure image de l'artiste. Ce sont eux qui ont besoin d'un champion aujourd'hui.”
Bien que les peintres de l'Expressionnisme figuratif new-yorkais n'aient pas de défenseur de la carrure de Clement Greenberg ou Harold Rosenberg, ils finissent par être reconnus par la critique comme les artisans d'une nouvelle radicalité. « Les propositions de cette nouvelle génération d'artistes figuratifs sont, en un sens, plus révolutionnaires que les peintres abstraits. »
L'historienne de la littérature, Marjorie Perloff en donne pour preuve les poèmes que Frank O'Hara écrit sur les œuvres de Grace Hartigan et Larry Rivers. “Il était bien plus à l'aise avec cette peinture qui contient de la figuration, qu'avec les œuvres de pure abstraction.” Frank O’Hara écrira un vibrant plaidoyer dans Nature and New Painting, en 1954. et dénombrera les artistes suivants :
- Grace Hartigan
- Larry Rivers
- Elaine de Kooning
- Jane Freilicher
- Robert de Niro
- Felix Pasilis
- Wolf Kahn.

qui répondirent aux “sirènes de la nature.” O’Hara mettra les artistes du mouvement Expressionniste Figuratif de New York dans la même perspective que ceux de l'expressionnisme abstrait, parmi ceux qui avaient maintenu une résistance aussi forte contre toutes conventions trop évidentes “que le Metropolitan Museum ou the Artists Club.” Thomas B. Hess, écrira que « la ‘nouvelle figuration’ que nous espérions comme une réaction contre l'Expressionnisme abstrait était devenue une évidence en ceci que dès son origine, elle était sa continuité idéale. »